# Kąty (powiat otwocki)
Kąty – wieś sołecka w Polsce położona w województwie mazowieckim, w powiecie otwockim, w gminie Kołbiel.
| SIMC    | Nazwa   | Rodzaj    |
| ------- | ------- | --------- |
| 0674744 | Nowinki | część wsi |
| 0674750 | Nowiny  | część wsi |

Wieś królewska położona była w drugiej połowie XVI wieku w powiecie garwolińskim  ziemi czerskiej województwa mazowieckiego.
W latach 1954–1968 wieś należała i była siedzibą władz gromady Kąty, po jej zniesieniu w gromadzie Kołbiel. W latach 1975–1998 miejscowość należała administracyjnie do województwa siedleckiego.
Wierni Kościoła rzymskokatolickiego należą do parafii Świętej Trójcy w Kołbieli.